# Finansutskottet (Sverige)

Gestaltning av finansutskottet i Sverige

Finansutskottet (FiU) är ett utskott i Sveriges riksdag som bereder ärenden i en lång rad ekonomiska frågor. Man har också ansvar för att granska hur statens inkomster sammanräknas och sammanställer statsbudgeten. 
Utskottets ordförande är Edward Riedl (M) och dess vice ordförande är Mikael Damberg (S).

## Lista över utskottets ordförande
| Namn | Namn                 | Ämbetsperiod | Politisk tillhörighet |
| ---- | -------------------- | ------------ | --------------------- |
|      | Sven Ekström         | 1971–1973    | Socialdemokraterna    |
|      | Nils G. Åsling       | 1973–1976    | Centerpartiet         |
|      | Björn Molin          | 1976–1979    | Folkpartiet           |
|      | Eric Enlund          | 1979–1982    | Folkpartiet           |
|      | Mats Hellström       | 1982–1983    | Socialdemokraterna    |
|      | Arne Gadd            | 1983–1988    | Socialdemokraterna    |
|      | Anna-Greta Leijon    | 1988–1990    | Socialdemokraterna    |
|      | Hans Gustafsson      | 1990–1991    | Socialdemokraterna    |
|      | Per-Ola Eriksson     | 1991–1994    | Centerpartiet         |
|      | Jan Bergqvist        | 1994–2002    | Socialdemokraterna    |
|      | Sven-Erik Österberg  | 2002–2004    | Socialdemokraterna    |
|      | Arne Kjörnsberg      | 2004–2006    | Socialdemokraterna    |
|      | Stefan Attefall      | 2006–2010    | Kristdemokraterna     |
|      | Anna Kinberg Batra   | 2010–2014    | Moderaterna           |
|      | Fredrik Olovsson     | 2014–2018    | Socialdemokraterna    |
|      | Elisabeth Svantesson | 2018–2019    | Moderaterna           |
|      | Fredrik Olovsson     | 2019–2020    | Socialdemokraterna    |
|      | Åsa Westlund         | 2020–2022    | Socialdemokraterna    |
|      | Elisabeth Svantesson | 2022         | Moderaterna           |
|      | Edward Riedl         | 2022–        | Moderaterna           |

## Lista över utskottets vice ordförande
| Namn | Namn                 | Ämbetsperiod | Politisk tillhörighet |
| ---- | -------------------- | ------------ | --------------------- |
|      | Sven Wedén           | 1971–1972    | Folkpartiet           |
|      | Sigfrid Löfgren      | 1972–1973    | Folkpartiet           |
|      | Sven Ekström         | 1973–1976    | Socialdemokraterna    |
|      | Kjell-Olof Feldt     | 1976–1982    | Socialdemokraterna    |
|      | Rolf Wirtén          | 1982–1983    | Folkpartiet           |
|      | Björn Molin          | 1983–1986    | Folkpartiet           |
|      | Anne Wibble          | 1986–1991    | Folkpartiet           |
|      | Hans Gustafsson      | 1991–1993    | Socialdemokraterna    |
|      | Göran Persson        | 1993–1994    | Socialdemokraterna    |
|      | Per-Ola Eriksson     | 1994–1998    | Centerpartiet         |
|      | Mats Odell           | 1998–2002    | Kristdemokraterna     |
|      | Fredrik Reinfeldt    | 2002–2003    | Moderaterna           |
|      | Mikael Odenberg      | 2003–2006    | Moderaterna           |
|      | Pär Nuder            | 2006–2008    | Socialdemokraterna    |
|      | Thomas Östros        | 2008–2011    | Socialdemokraterna    |
|      | Tommy Waidelich      | 2011–2012    | Socialdemokraterna    |
|      | Fredrik Olovsson     | 2012–2014    | Socialdemokraterna    |
|      | Anna Kinberg Batra   | 2014         | Moderaterna           |
|      | Ulf Kristersson      | 2014–2017    | Moderaterna           |
|      | Elisabeth Svantesson | 2017–2018    | Moderaterna           |
|      | Fredrik Olovsson     | 2018–2019    | Socialdemokraterna    |
|      | Elisabeth Svantesson | 2019–2022    | Moderaterna           |
|      | Gunilla Carlsson     | 2022         | Socialdemokraterna    |
|      | Mikael Damberg       | 2022–        | Socialdemokraterna    |